# Вейце
Вейце (на македонска литературна норма: Вејце; на албански: Vica или Vicë) е село в Северна Македония, в община Тетово.

## География
Селото е разположено в областта Долни Полог, високо в източните склонове на Шар под върховете Църн връх и Кобилица в долината на Шарската река.

## История
Според Афанасий Селишчев в 1929 година Вейце е село в Селечка община с център Шипковица и има 69 къщи с 366 жители албанци.
Според преброяването от 2002 година Вейце има 1127 жители.
| Националност     | Всичко |
| северномакедонци | 1      |
| албанци          | 1114   |
| турци            | 0      |
| роми             | 0      |
| власи            | 0      |
| сърби            | 0      |
| бошняци          | 0      |
| други            | 12     |

## Личности
- Хисен Джемаили (р. 1976), политик от Северна Македония